# 莫里斯·荷索
莫里斯·安德烈·雷蒙·荷索（法語：Maurice André Raymond Herzog，1919年1月15日—2012年12月13日）是一名法國登山家和體育界官員。他領導的1950年法國安納布爾納峰探險隊首次登上8000公尺以上的山峰——安納布爾納峰，並與路易·拉什納爾一起登上山頂。回來後，他寫了一本關於探險的暢銷書籍《安納布爾納》。

## 攀登安納布爾納一號峰：一次歷史性的探索
1950年6月3日，荷索和路易·拉什納爾成為現代史上首批成功攀登8000公尺以上山峰的登山者，他們在1950年法國安納布爾納峰探險隊中登頂喜馬拉雅山脈的安納布爾納一號峰，這是世界上第十高峰。這次登頂更加引人注目，因為該峰是在一個季節內完成探索、偵查及攀登的；而且是在不使用補充氧氣的情況下所攀登。這也是唯一一座在第一次嘗試就登頂的8000公尺山峰。荷索因此被授予1950年法國地理學會的金獎。
這一事件引起巨大的轟動，只有在1953年艾德蒙·希拉里與丹增諾蓋登頂珠穆朗瑪峰時才再次出現這種轟動。
從山頂撤退的兩週時間被證實非常具有挑戰性。兩名登山者都選擇輕便的靴子來衝頂，再加上荷索在山頂附近丟失了手套，下山時在裂縫中過了一夜，四個登山者（拉什納爾、加斯东·雷巴比、利昂内尔·泰雷和荷索）只共用一個睡袋，導致嚴重的凍傷，隨之而來的壞疽需要探險隊的醫生在現場進行緊急截肢。兩名登山者都失去所有的腳趾，荷索還失去了大部分的手指。
直至1970年，英國軍隊的一支探險隊攀登法國的北面路線，同時由英國登山家克里斯·博宁顿帶領的探險隊攀登南面路線，安納布爾納峰才再次被攀登。直至1977年，該山峰的第四次登頂才得以實現。

## 出書
荷索的探險記述首先在1951年以法語出版，之後在1952年以英語出版，書名為《安納布爾納》。截至2000年，該書已售出超過1100萬冊，比其他任何登山書籍都要多。該書以「人的生命中還有其他安納布爾納」（在該書的背景下，勸告人們應對生活中的挑戰）這句激勵人心的話做為結尾，介紹了建立荷索的登山聲譽並激勵一代登山者的探險。

## 對他關於登頂之敘述存在爭議
荷索關於登頂日的敘述中某些方面隨著其他成員對探險敘述的出版而受到質疑，其中最重要的是加斯东·雷巴比的傳記和1996年追授的拉什納爾當時日記的出版。达维德·罗伯茨在2000年出版的《真正的巔峰：安納布爾納峰傳奇之路》（True Summit: What Really Happened on the Legendary Ascent of Annapurna）一書中給出對爭議中的一種看法。

## 其他成就
荷索後來在1958年至1963年間成為法國青年事務暨體育部長，以及阿爾卑斯山鎮勃朗峰霞慕尼市長。1970年起，他擔任了25年的國際奧林匹克委員會委員，並在1995年後成為榮譽委員。他被授予法國榮譽軍團大軍官勳章，並因1939年至1954年的軍事服務而獲得英勇十字勳章。
荷索在1944年畢業於巴黎高等商業研究學院。

## 出版書籍
- Herzog, Maurice. . 由Nea Morin; Janet Smith翻译. New York, New York: E. P. Dutton & Co. 1952. Library of Congress Catalog Card No: 52-12154.（美國初版印刷）
- Herzog, Maurice. . New York, New York. 1997. ISBN 1-55821-549-2.（現行美國版本）

## 相關書籍
- Terray, Lionel. . Geoffrey Sutton (trans.). London, UK: Baton Wicks Publications. 2000. ISBN 1-898573-38-7.（現行英語版本——1961年法語原版）
- Hattingh, Garth. . London, UK: New Holland Publishers, Ltd. 1999. ISBN 1-85974-085-5.
- Roberts, David. . New York, NY, USA: Touchstone/Simon & Schuster. 2002. ISBN 0-7432-0327-5.

## 外部連結
- Obituary: David Roberts, Pioneering French Climber and Author Maurice Herzog Dies （页面存档备份，存于）
- https://www.alpinejournal.org.uk/Contents/Contents_1951_files/AJ58%201951%20155-168%20Herzog%20Annapurna.pdf （页面存档备份，存于）